# Peña Maín
Die Peña Maín ist eine Gebirgskette im nördlichen Teil des Zentralmassivs der Picos de Europa, die Teil des Kantabrischen Gebirges im Norden Spaniens sind. Die Peña Maín erstreckt sich über etwas mehr als fünf Kilometer innerhalb des Nationalparks Picos de Europa vorwiegend in West-Ost-Richtung und wird im Norden und Osten umrahmt vom Río Duje, einem Nebenfluss des Río Cares. Nördlich der Gebirgskette befindet sich der Ort Tielve, südöstlich liegt Sotres und südwestlich Bulnes. Der höchste Gipfel ist die Cabeza la Mesa (1605 m). Während im südlichen Teil der Peña Maín der Wald bis in Höhen von über 1000 Metern reicht, ist die Südseite kaum bewaldet. Die Westseite der Gebirgskette wird von der Funicular de Bulnes, einer unterirdischen Standseilbahn, unterquert.